# Diego Fernández de Córdoba y Zúñiga
Diego Fernández de Córdoba y Zúñiga (Orà, 1524-Arbeca, 27 de setembre de 1601) dit l'Africà (el Africano) per haver nascut a Orà, va ser un noble castellà, III marquès de Comares.
Fill de Luis Fernández Córdoba, marquès de Comares, i Francisca Fernández de Córdoba y de la Cerda. Va heretar tots els estats del seu pare, entre ells Lucena, Espejo i Chillón, a més de l'alcaidia dels donzells. Va ser nomenat també cavaller de l'orde del Toisó d'Or per Carles I l'any 1517. Va ser també conestable d'Aragó i governador i capità general d'Orà. Es va casar amb la duquessa Joana d'Aragó i de Cardona, noble que posseïa nombrosos títols i estats, el 1497.. Diego va ser un gran aficionat a les antiguitats i l'erudició